# Pachycraerus morulus
Pachycraerus morulus är en skalbaggsart som beskrevs av Lewis 1897. Pachycraerus morulus ingår i släktet Pachycraerus och familjen stumpbaggar. Inga underarter finns listade i Catalogue of Life.